# Советский район (Тамбов)
Советский район — внутригородской район в юго-западной части города Тамбова.

## Население
| 1979    | 1989    | 1991    | 1996    | 2002    | 2009    | 2010    |
| ------- | ------- | ------- | ------- | ------- | ------- | ------- |
| 90 292  | ↗99 580 | ↘96 000 | ↗98 800 | ↘94 217 | ↘90 058 | ↘88 851 |
| 2011    | 2013    | 2016    | 2017    | 2018    | 2019    | 2020    |
| ↗88 900 | ↗90 100 | ↘89 600 | ↘88 900 | ↘88 300 | ↘87 000 | ↗87 100 |
| 2021    |         |         |         |         |         |         |
| ↘72 104 |         |         |         |         |         |         |

## История
В 1963 году в Тамбове был образован Советский район.